# World Cup i bandy för veteraner 2012
World Cup i bandy för veteraner 2012 spelades i Villmanstrand i Finland 9-11 november 2012. Alla matcherna spelades 2x25 minuter, utom finalmatchen som spelades 2x30 minuter.

## Resultat

### Grundserien

#### Grupp A
| Land         | S | V | O | F | GM | IM | +/- | P |
| ------------ | - | - | - | - | -- | -- | --- | - |
| Bandy Québec | 0 | 0 | 0 | 0 | 0  | 0  | +0  | 0 |
| HK Stroitel  | 0 | 0 | 0 | 0 | 0  | 0  | +0  | 0 |
| Veiterä      | 0 | 0 | 0 | 0 | 0  | 0  | +0  | 0 |
| Vesta Bandy  | 0 | 0 | 0 | 0 | 0  | 0  | +0  | 0 |

- 9 november 2012: Veiterä - Bandy Québec X-X Villmanstrand, Finland
- 9 november 2012: HK Stroitel - Veiterä 15 -2 Villmanstrand, Finland
- 9 november 2012: Vesta Bandy - Bandy Québec X-X Villmanstrand, Finland
- 10 november 2012: Vesta Bandy - HK Stroitel 2 -5 Villmanstrand, Finland
- 10 november 2012: Veiterä - Vesta Bandy X-X Villmanstrand, Finland
- 10 november 2012: Bandy Québec - HK Stroitel 2 -4 Villmanstrand, Finland

#### Grupp B
| Land                   | S | V | O | F | GM | IM | +/- | P |
| ---------------------- | - | - | - | - | -- | -- | --- | - |
| HK Volga Uljanovsk     | 3 | 3 | 0 | 0 | 12 | 5  | +7  | 6 |
| Estland                | 0 | 0 | 0 | 0 | 0  | 0  | +0  | 0 |
| TEAM FIB               | 0 | 0 | 0 | 0 | 0  | 0  | +0  | 0 |
| Zenit Sankt Petersburg | 0 | 0 | 0 | 0 | 0  | 0  | +0  | 0 |

- 9 november 2012: Estland - HK Volga Uljanovsk 2 -4 Villmanstrand, Finland
- 10 november 2012: TEAM FIB - Zenit Sankt Petersburg X-X Villmanstrand, Finland
- 10 november 2012: HK Volga Uljanovsk - Zenit Sankt Petersburg 4 -0 Villmanstrand, Finland
- 10 november 2012: TEAM FIB - Estland X-X Villmanstrand, Finland
- 10 november 2012: HK Volga Uljanovsk - TEAM FIB 4 -3 Villmanstrand, Finland
- 10 november 2012: Estland - Zenit Sankt Petersburg X-X Villmanstrand, Finland

### Slutspel

#### Final
- 11 november 2012: Bandy Québec - HK Volga Uljanovsk 1-1 Villmanstrand, Finland

### Övriga matcher
- 11 november 2012: Bandy Québec - Estland X-X Villmanstrand, Finland